# 凯迪拉克站
凯迪拉克站（法語：Station Cadillac）是加拿大蒙特利爾地铁的一个车站，于1976年通车运营。

## 外部連結
- （法文）（英文）蒙特利爾交通局：凯迪拉克站（页面存档备份，存于）（英文）（页面存档备份，存于）
- （法文）（英文）：凯迪拉克站（页面存档备份，存于）（英文）（页面存档备份，存于），含有凯迪拉克站的資訊、歷史、車站結構與藝術品資料。